# Distrito de Gregorio Pita
El Distrito de Gregorio Pita es uno de los siete que conforman la Provincia de San Marcos, del Departamento de Cajamarca, bajo la administración del Gobierno Regional de Cajamarca, en el Perú. 
Desde el punto de vista jerárquico de la Iglesia católica forma parte de la Diócesis de Cajamarca, sufragánea de la Arquidiócesis de Trujillo.

## Historia
Mediante Ley N° 23508 del 11 de diciembre de 1982, en el gobierno del Presidente Fernando Belaúnde, se crea la Provincia de San Marcos, que incluye a los distritos de San Marcos, Ichocán, Paucamarca, Shirac y La Grama. 
Según Ley 24044, del 27 de diciembre de 1984, en el segundo gobierno del Presidente Fernando Belaúnde, se crea un distrito más y se cambian los nombres de los distritos, mas no las capitales, quedando el poblado de Paucamarca como capital del nuevo Distrito de Gregorio Pita.

## Geografía
Abarca una superficie de 212,81 km² y está habitado por unas 2 472 personas según el censo del 2005.
1. Centros Turísticos

## Capital
La capital del distrito es el poblado de Paucamarca, ubicado a 2 675 m s. n. m.

## Autoridades

### Municipales
- 2011 - 2014[2]
  - Alcalde: José Olavi Paredes Cerdán, del Partido Alianza para el Progreso (APP).
  - Regidores: José Mario Medina Muñoz (APP), José Solitario Jara Vilela (APP), Porfirio Camacho Bautista (APP), Estela Chávez Terrones (APP), Florentino Napoleón Machuca Vilchez (Fuerza Social).[3]
- 2007 - 2010
  - Alcalde: Joel Abanto Alcalde.

### Policiales
- Comisario:  PNP.

### Religiosas
- Diócesis de Cajamarca[4]
  - Obispo: Mons. José Carmelo Martínez Lázaro, OAR

## Festividades
Fiesta en honor al patrón san José de Paucamarca, realizado el 25 de julio de cada año. Esta fiesta inicia con sus respectivas novenas desde el 14 al 27 de julio; en dichos días se realizan ceremonias eclesiásticas por los mayordomos y también actividades como ferias el día 21, maratón día 22, deporte 23 y 24. En la noche fiesta para el público y quema de juegos artificiales.
Otra fiesta es el 14 y 15 de mayo en honor y homenaje al santo patrón San Isidro Labrador, donde hay una gran danza típica denominada "los diablos" quienes danzan frente al altar del santo. Este baile lo puede realizar cualquier persona con hermosos vestidos.